# ヌリア・パリサス・ディアス
ヌリア・パリサス・ディアス（スペイン語: Nuria Párrizas Díaz, 1991年7月15日 - ）は、スペイン・グラナダ出身の女子プロテニス選手。これまでにWTAツアーでシングルス2勝を挙げている。右利き、バックハンド・ストロークは両手打ち。WTAランキング最高位はシングルス45位、ダブルス321位。

## 経歴
1991年にアンダルシア州のグラナダに生まれた。6歳の時にテニスを始め、14歳までは地元で練習した。14歳の時、アンダルシアテニス連盟からセビリアの施設で練習するための奨学金を受け、同世代を競うスペイン中の大会に出場した。
16歳の時、スペイン国内外のフューチャーズツアーに出場し始めた。イスパノ・フランセス・アカデミーがあるカタルーニャ州のバルセロナに転居した。専門的指導が不足していたことから、バルセロナからグラナダに戻って練習とITFツアーへの参加を続けた。22歳の時にはイタリアに渡ったが、世界ランキングで300位以内に入った時に深刻な肩の負傷に見舞われた。24歳の時に医師から現役引退を提案され、負傷から回復はしたものの、スポンサーなしにプロ選手として生きる道を模索した。
2017年にスペインに帰国すると、12のITF大会で優勝し、スペイン、イタリア、ドイツのクラブリーグでもプレーした。2019年にはバレンシアに戻り、ITFツアーで2度優勝して世界ランキング200位以内に近づいた。2020年1月には2020年全豪オープンの予選に出場し、初めてグランドスラムを経験した。
2021年4月にはWTAツアーのクラロ・コルサニータス・カップに出場し、予選を勝ち上がって初めてWTAツアーの本選に出場した。本選では1回戦と2回戦に勝利し、3回戦でビクトリア・トモバに敗れた。
7月にはWTA 125Kシリーズのスウェーデン・オープンに出場し、決勝でオリガ・ゴボツォワ（ベラルーシ）を破って優勝した。この結果、世界ランキングは自己最高の108位となった。8月にはITFツアーのKoser Jewelers Tennis Challengeで優勝し、世界ランキングが96位となって初めてトップ100に入った。
8月には2021年全米オープンに出場し、初めてグランドスラムの本選に出場することになった。1回戦でヴァーヴァラ・グラチェヴァ（ロシア）に敗れた。
2022年全豪オープンでは、1回戦でラッキールーザーのイリナ・バラ（ルーマニア）に勝利し、マリナ・ザネフスカ（ウクライナ）に勝利した。3回戦では21シードのジェシカ・ペグラに敗れたが、グランドスラムで初めて3回戦に進出した。2022年2月7日には初めて世界ランキングで50位以内に入った。

## WTAツアー決勝進出結果

### シングルス: 2回（2勝0敗）
| 結果 | 決勝日    | 大会                       | サーフェス | 対戦相手           | スコア        |
| ---- | --------- | -------------------------- | ---------- | ------------------ | ------------- |
| 優勝 | 2021年7月 | スウェーデン・オープン     | クレー     | オリガ・ゴボツォワ | 6–2, 6–2      |
| 優勝 | 2021年9月 | コロンバス・チャレンジャー | ハード     | ワン・シンユー     | 7–6(7–2), 6–3 |

### ダブルス: 1回（0勝1敗）
| 結果   | 決勝日    | 大会                       | サーフェス | ペア相手               | 対戦相手              | スコア   |
| ------ | --------- | -------------------------- | ---------- | ---------------------- | --------------------- | -------- |
| 準優勝 | 2021年9月 | コロンバス・チャレンジャー | ハード     | ダリア・ジャクポビック | ワン・シンユー 鄭賽賽 | 1–6, 1–6 |